# 兵庫県道294号黒田庄多井田線
兵庫県道294号黒田庄多井田線（ひょうごけんどう294ごう くろだしょうおいだせん）は、兵庫県西脇市から加東市に至る一般県道である。

## 概要
西脇市黒田庄町船町から加東市多井田に至る。国道175号と並行する場所が多い。

### 路線データ
- 起点：西脇市黒田庄町船町（兵庫県道139号山南多可線交点）
- 終点：加東市多井田（闘竜灘東交差点、国道175号交点）
- 総延長：15.289 km

## 路線状況

### 重複区間
- 兵庫県道174号本黒田停車場線（西脇市黒田庄町黒田 - 西脇市黒田庄町前坂・中央橋東交差点）
- 兵庫県道36号西脇篠山線（西脇市上比延町 - 西脇市上比延町・上比延南交差点）
- 兵庫県道566号上鴨川西脇線（西脇市鹿野町・鹿野東交差点 - 西脇市鹿野町）
- 兵庫県道144号西脇口吉川神戸線（西脇市高松町 - 西脇市高松町・高松交差点）
- 国道175号・国道427号（西脇市高松町 - 加東市曽我・曽我交差点）

### 道路施設

#### 橋梁
- 畑谷川新橋（畑谷川、西脇市）
- 新橋（比延谷川、西脇市）
- 新高松橋（高松谷川、西脇市、国道175号重複区間内）

## 地理

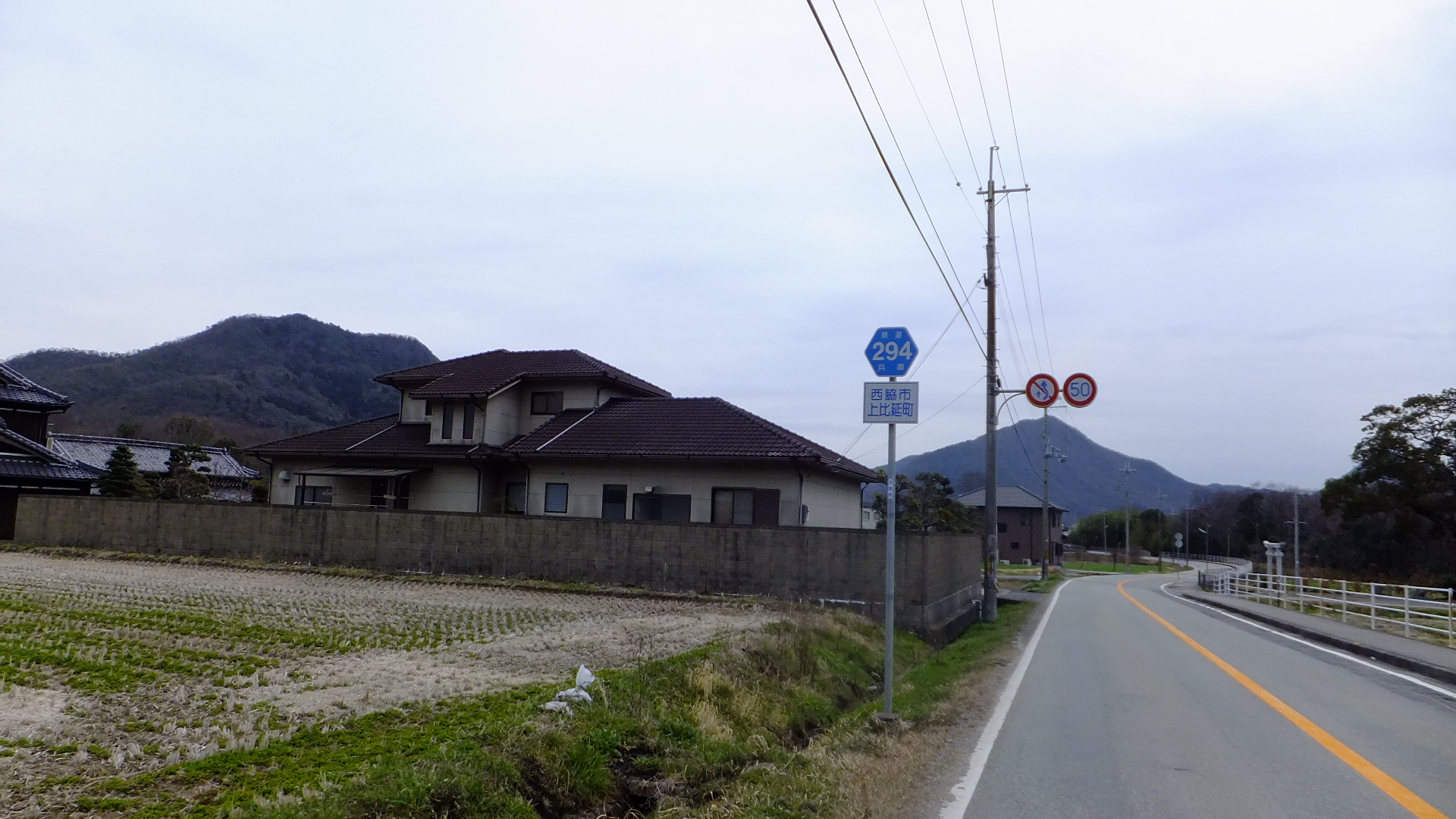
本道の標識
上比延町で撮影

### 通過する自治体
- 西脇市
- 加東市

### 交差する道路
| 交差する道路                                                                             | 市町村名 | 交差する場所               | 交差する場所          |
| ---------------------------------------------------------------------------------------- | -------- | -------------------------- | --------------------- |
| 兵庫県道139号山南多可線                                                                  | 西脇市   | 黒田庄町船町               | 起点                  |
| 兵庫県道174号本黒田停車場線 重複区間起点                                                 | 西脇市   | 黒田庄町黒田               |                       |
| 兵庫県道174号本黒田停車場線 重複区間終点                                                 | 西脇市   | 黒田庄町前坂               | 中央橋東交差点        |
| 兵庫県道559号門柳大門線                                                                  | 西脇市   | 黒田庄町岡                 | 岡交差点              |
| 兵庫県道36号西脇篠山線 重複区間起点                                                      | 西脇市   | 上比延町（かみひえちょう） |                       |
| 兵庫県道36号西脇篠山線 重複区間終点                                                      | 西脇市   | 上比延町                   | 上比延南交差点        |
| 兵庫県道566号上鴨川西脇線 重複区間起点                                                   | 西脇市   | 鹿野町（しかのちょう）     | 鹿野東交差点          |
| 兵庫県道566号上鴨川西脇線 重複区間終点                                                   | 西脇市   | 鹿野町                     |                       |
| 国道175号 国道427号 重複 兵庫県道144号西脇口吉川神戸線 重複 兵庫県道347号和布西脇線      | 西脇市   | 和布町（わぶちょう）       | 和布南交差点          |
| 兵庫県道348号野村野村停車場線                                                            | 西脇市   | 野村町                     |                       |
| 兵庫県道34号西脇八千代市川線                                                             | 西脇市   | 野村町                     | 野村東交差点          |
| 国道175号 重複区間起点 国道427号 重複区間起点 兵庫県道144号西脇口吉川神戸線 重複区間起点 | 西脇市   | 高松町                     |                       |
| 兵庫県道144号西脇口吉川神戸線 重複区間終点                                               | 西脇市   | 高松町                     | 高松交差点            |
| 国道175号 重複区間終点 国道427号 重複区間終点                                            | 加東市   | 曽我                       | 曽我交差点            |
| 兵庫県道349号市場多井田線                                                                | 加東市   | 多井田（おいだ）           | 闘竜灘交差点          |
| 国道175号 国道427号 重複                                                                 | 加東市   | 多井田                     | 闘竜灘東交差点 / 終点 |

### 交差する鉄道
- 加古川線

### 沿線
- JR西日本加古川線
  - 船町口駅 - 本黒田駅 - 黒田庄駅 - 比延駅 - 新西脇駅
- 本黒田郵便局
- 西脇市立黒田庄中学校
- 西脇市立楠石小学校
- 西脇市立西脇東中学校
- 比延郵便局